# カエルカフェ
カエルカフェは日本の音響・映画制作の会社。

## 沿革
1995年9月設立。
設立当時はCG制作会社として、タナカカツキ制作の「カエルマン」を発表。のち1996年インディーズCDメーカーに転進し、白石ひとみ、三田あいり、小栗香織、太田有美、堀川早苗らのガールポップのCDを制作販売。97年より、方向性をJ-POP路線から転化。カール・ストーン、ヲノサトル、YukoNexus6といったアーチストのCDを販売。
1998年からはサンプリングCD販売および効果音制作メーカーに転身。
この他、代表の秋原正俊自身による監督映画作品の制作および配給を行う。